# كارلوس آمبرز
كارلوس آمبرز (بالإسبانية: Carlos Ambriz) هو لاعب كرة قدم مكسيكي في مركز الدفاع، ولد في 14 فبراير 1994 في موريليا في المكسيك. لعب مع أتليتكو سان لويس.

## وصلات خارجية
- كارلوس آمبرز على موقع قاعدة بيانات كرة القدم.إي يو (الإنجليزية)
- كارلوس آمبرز على موقع Soccerway.com (الإنجليزية)